# NGC 354
NGC 354 este o galaxie spirală barată situată în constelația Peștii. A fost descoperită în 24 octombrie 1881 de către Édouard Stephan.